# Таманська затока
Тама́нська затока (рос. Таманский залив) — невелика затока на заході Таманського півострова в межах Краснодарського краю Російської Федерації.

## Положення
Затока є частиною акваторії Керченської протоки, що з'єднує Азовське та Чорне моря. Від протоки затока відокремлена косами Чушка з півночі та Тузлинська з півдня. Остання раніше була частиною Таманського півострова, але пізніше була розмита хвилями вод протоки.
Затока умовно складається з трьох частин:
- основна західна частина — простяглась від Тузлинської коси та станиці Тамань на півдні і майже до основи коси Чушка на півночі;
- вузька східна частина — витягнута ділянка довжиною 18 км та шириною 7 км відокремлена від західної частини підводним валом між косами Рубановою на півночі та Маркитанською на півдні;
- Дінська затока — знаходиться на крайньому півночі затоки розмірами 6х3 км.

## Історія

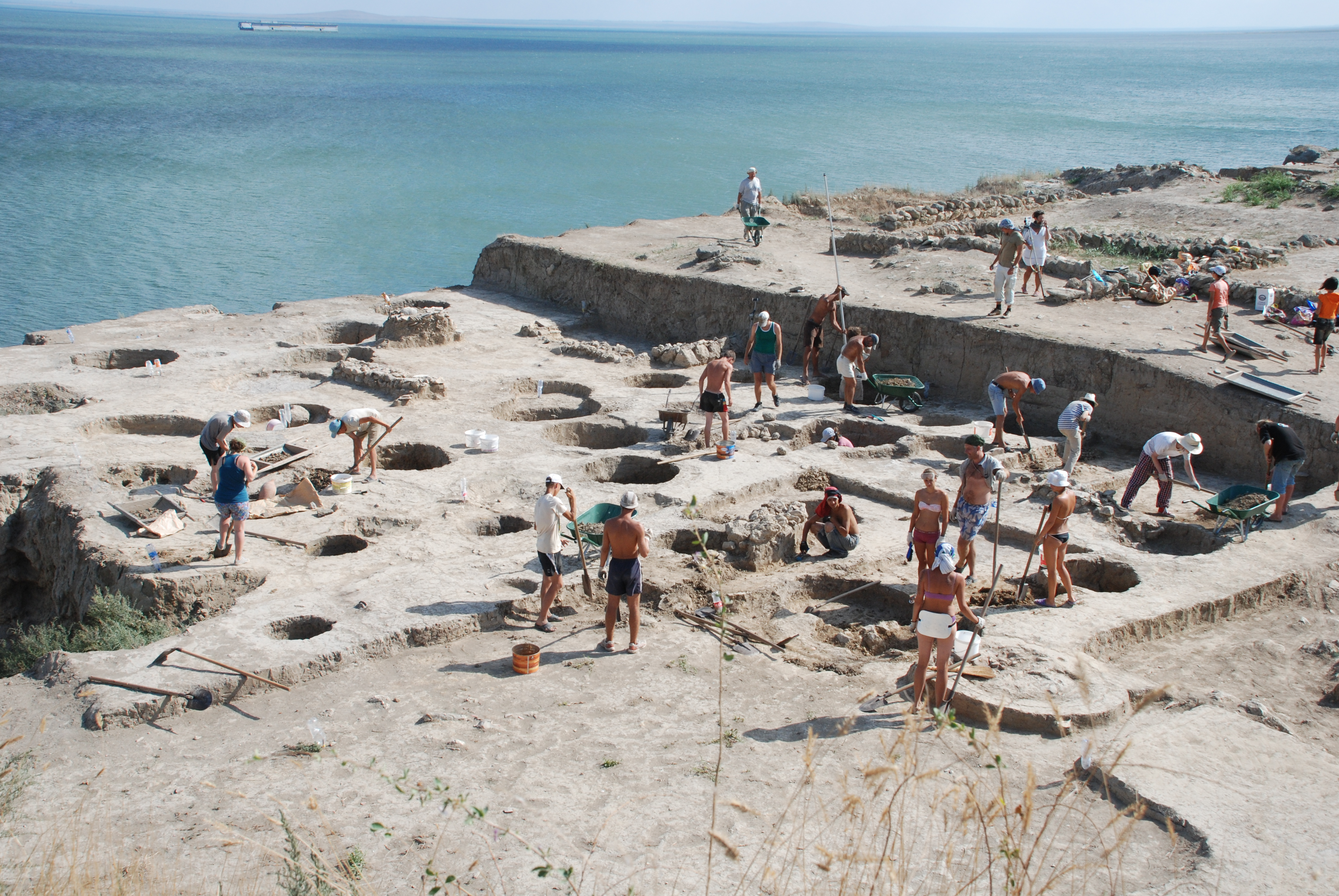
Розкопки Гермонасси

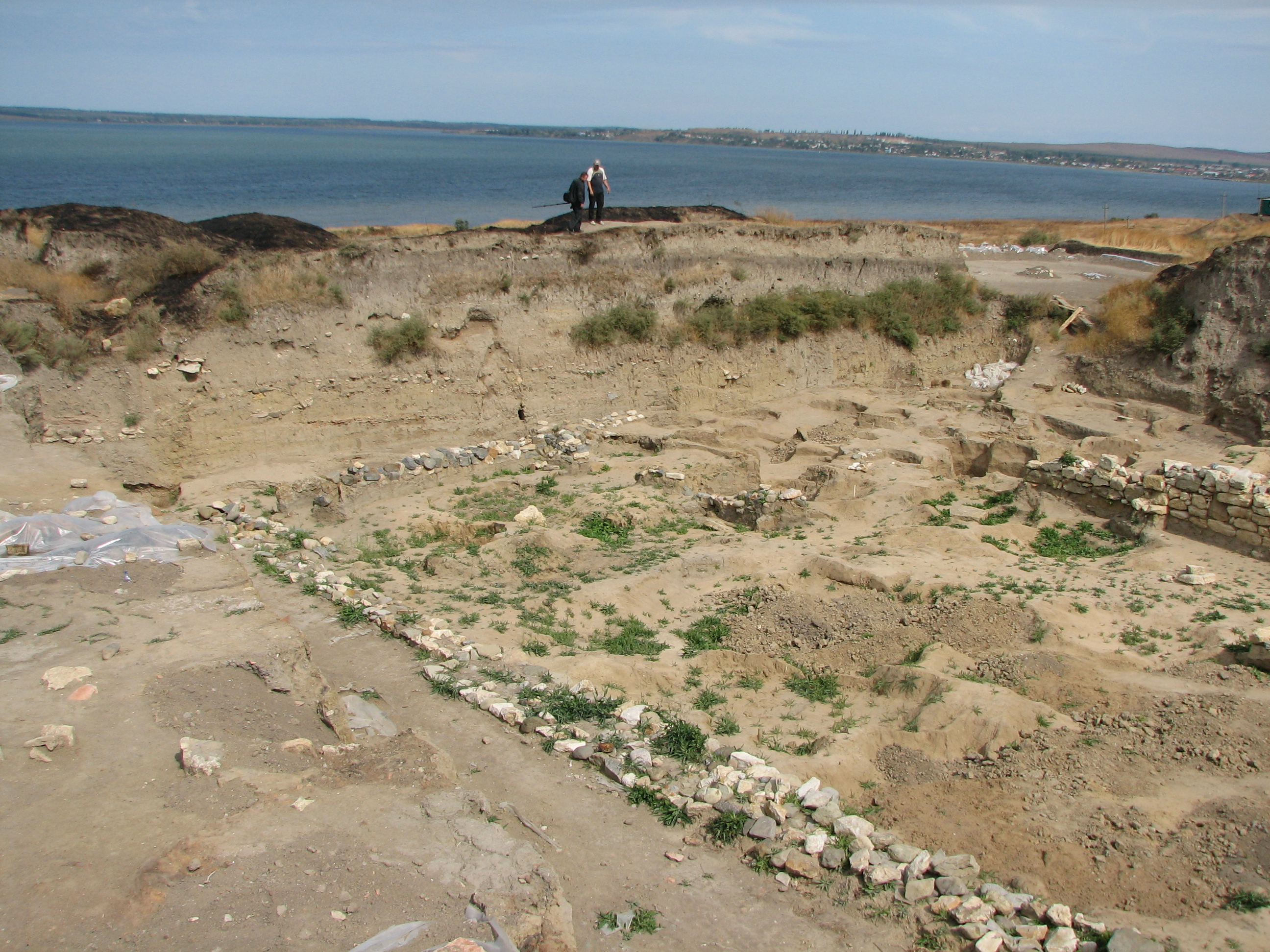
Розкопки Фанагорії

На стародавніх картах Таманської затоки не зображено, оскільки вона була утворена не так давно. Згідно з однією з версій, із надр майбутньої затоки через розташовані на Таманському півострові грязьові вулкани видавилась напіврідка маса піску та грязі. Центральна ж частина в цей час просіла і була затоплена водами моря. Однак залишається загадкою причина виходу на поверхню суміші піску та грязі. За однією зі спроб пояснити це явище причиною став метан, який накопичувався при утворенні грязі, адже останні утворені з перегнилих органічних часток. Доказом цього може слугувати видобуток природного газу в Криму за схожих умов.
Взявши до уваги історію походження затоки, можна стверджувати про існування грецьких стародавніх міст на узбережжі. Історики вказують про існування на берегах затоки міста Патрей, важливого портового поліса, який слугував воротами до Азії. Доказами цього є записи російських офіцерів після закінчення російсько-турецької війни про оголені водами затоки мармурові стовби. Окрім того, на берегах затоки існували також грецькі міста Гермонасса та Фанагорія. Руїни першого знаходяться в районі сучасної станиці Тамань, а другого між селищами Сінний та Приморський. Дослідження полісів ведуться з 1930 року і вони є важливим історичним надбанням усієї країни. Так Фанагорія є найбільшим старогрецьким полісом на території Росії, а Гермонасса має статус пам'ятки федерального значення і є частиною археологічного комплексу «Гермонасса-Тмутаракань».

## Характеристика

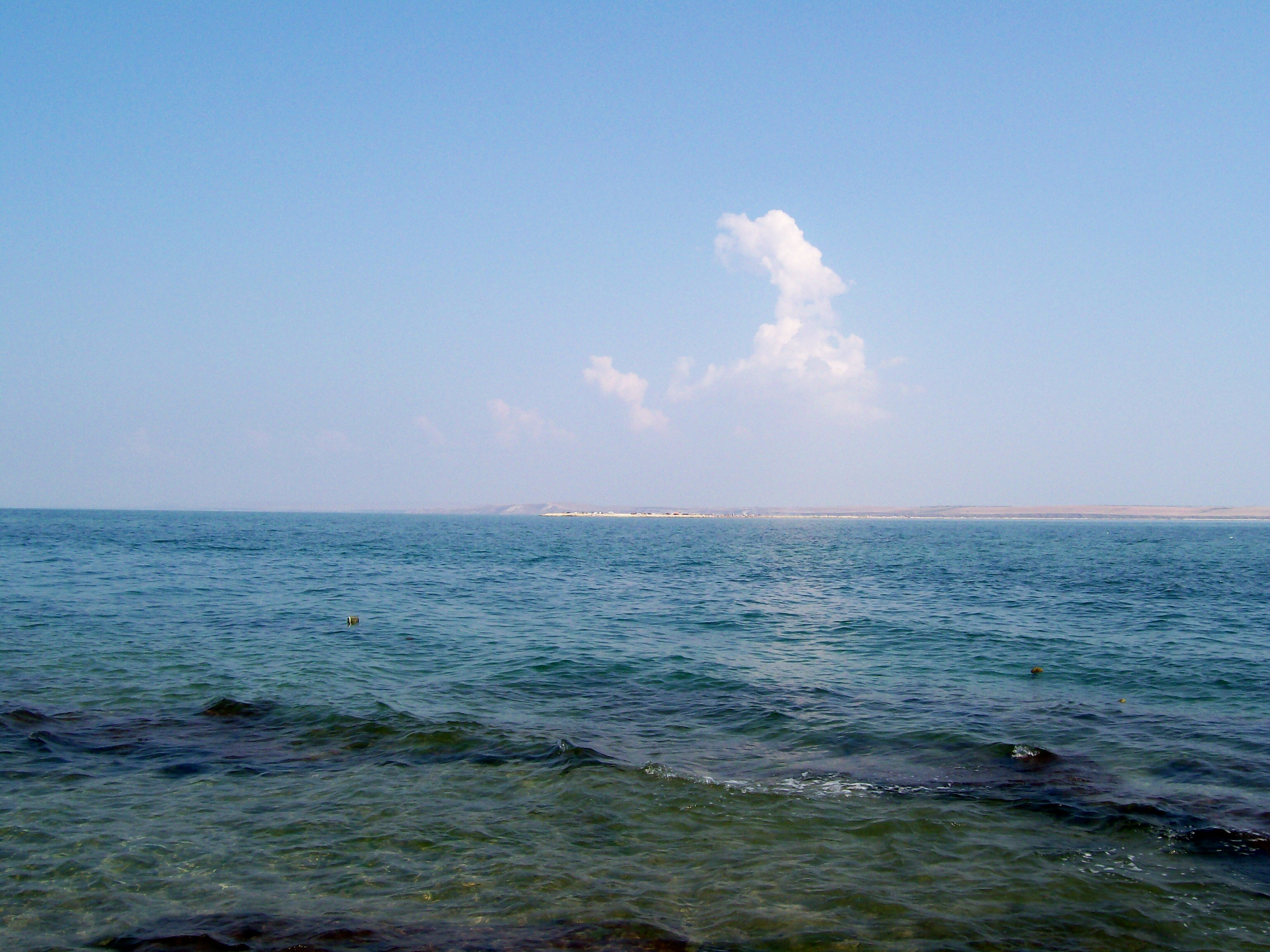
Вхід до затоки (вид із Тузли)

За солоністю вода в затоці менш солона, аніж у Чорному морі, та більш солона, ніж у Азовському. Вона збільшує свою солоність зі сходу на захід. Цьому доказом є поширення очерету, який зростає в основному на східному узбережжі. Затока багата на водорості, яких після штормів на береги хвилями викидає велику кількість. При гнитті вони виділяють сірководень, який при диханні є корисним для здоров'я. Багаторічні накопичення водоростей місцеві називають камкою. Це є одним із пунктів відвідування берегів затоки туристами. Окрім того, затока є популярним місцем для рибалок, береги мають просторі піщані пляжі для відпочинку. Через свою незначну глибину затока прогрівається швидко і купальний сезон тут відкриваються вже у травні.
У зимовий період, починаючи з середини грудня і до початку березня, затока вкривається льодом. Береги Таманської затоки складено нестійкими гірськими породами і схильні до сильної руйнації морем. Особливо це помітно в межах археологічного комплексу Гермонасси, де під час розкопок відбувається розмивання берега хвилями. На північному заході, біля узбережжя коси Чушка, розташовані низькі, зарослі очеретом, острівці. Найбільшими з них є Дзендзик та Крупініна. Береги затоки, особливо на півночі, полюблять пташині базари, тут гніздяться та виводять своє потомство багато видів водоплавних птахів. У затоці спостерігаються відпливи й припливи.
Узбережжя затоки заселене, тут розміщенні такі поселення, у яких проживає понад 22,5 тисячі осіб (2010):
- станиця Тамань (10 027 осіб) на півдні;
- селища Сінний (3735 осіб), Приморський (1616 осіб), Ювілейний (1422 особи), Волна Революції (493 особи) та Гаркуша (1066 осіб) на сході;
- селища Чушка (109 осіб), Ілліч (1675 осіб), Батарейка (640 осіб), Береговий (203 особи) та станиця Запорозька (1524 особи) на півночі.